# Association des femmes ivoiriennes
L'Association des femmes ivoiriennes (AFI) est une organisation de femmes de Côte d'Ivoire fondée en 1963 par Marie-Thérèse Houphouët-Boigny. Elle constituait l'aile féminine du Parti démocratique de Côte d'Ivoire (PDCI).

## Histoire

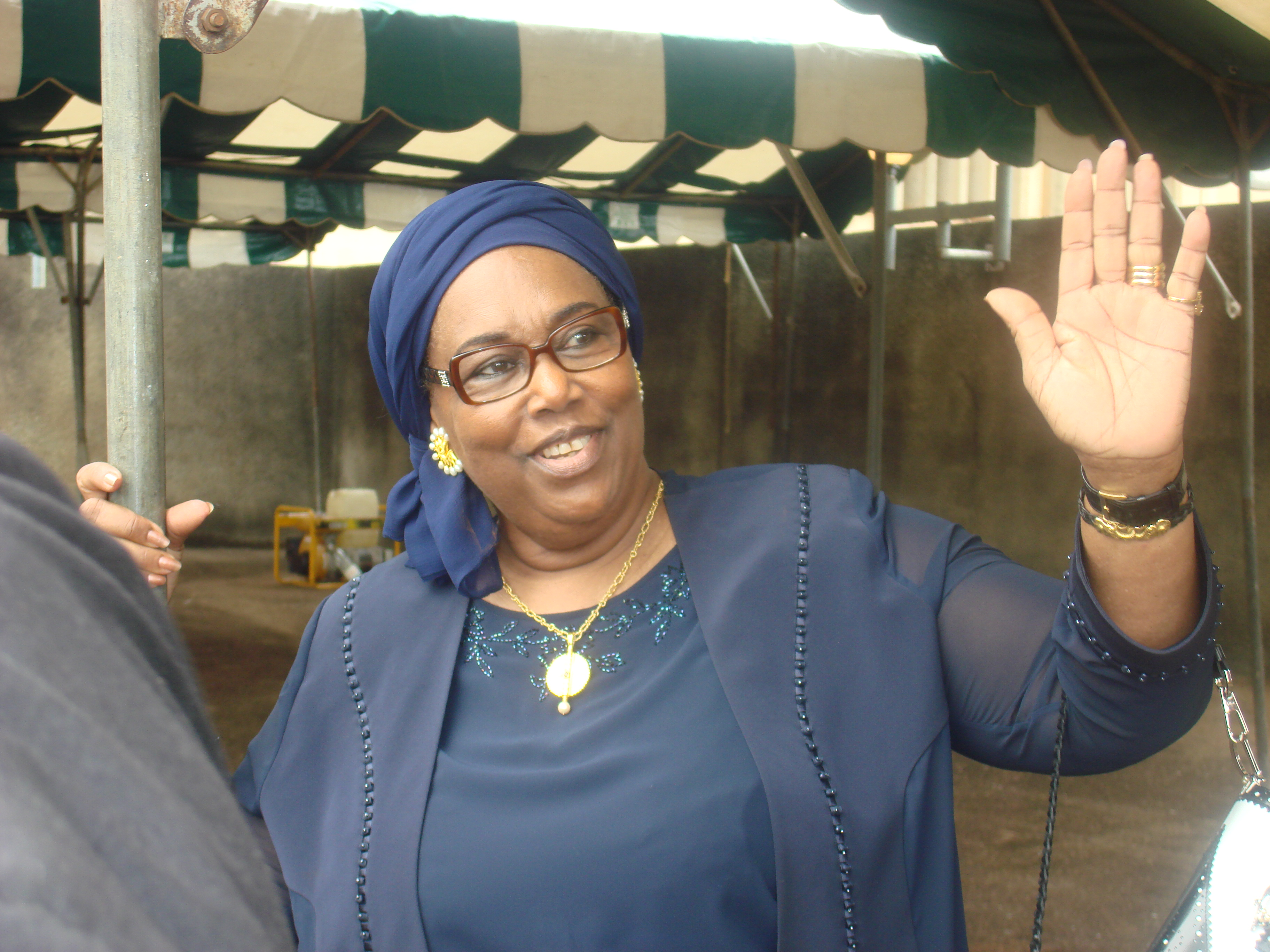
Marie-Thérèse Houphouët Boigny.

L'AFI est fondée en 1963 par Marie-Thérèse Houphouët-Boigny, Première dame de Côte d'Ivoire, afin de remplacer le Comité féminin, une aile féminine auparavant active du PDCI. Houphouët-Boigny en était présidente d'honneur. Jeanne Gervais en a été la première vice-présidente, puis est devenue présidente. Gladys Anoma en était la secrétaire générale. En 1976, l'AFI a réussi à faire pression pour que Gervais soit nommée ministre du gouvernement chargée des femmes. Après avoir maintenu une existence parallèle avec le parti pendant plusieurs années, l'AFI s'est formellement affiliée au PDCI en 1977.
L'AFI a parfois été critiquée pour avoir subordonné le mouvement des femmes à la politique du PDCI, en limitant ses activités à celles considérées comme appropriées pour les femmes, tout en laissant la « vraie » politique aux dirigeants masculins du parti. Elle a soutenu des orphelinats, organisé des conférences sur le mariage et le divorce et envoyé des représentantes à des conférences internationales. Son rôle dans la promotion des droits juridiques et économiques des femmes est parfois aussi mis en avant.
L'une des présidentes de l'association était Martine Djibo.